# 보배 (가수)
보배(본명 박보배 1985년 8월 7일 ~ )는 대한민국의 가수이다. 현재 비비뮤직에 소속되어있다.
데뷔음반 [Indigo]에서 본인이 작사, 작곡에 참여하였다. 학력은 추계예술대학교 음악학과 학사이다.

## 앨범
- 2012.10.15   [Indigo]
- 2014.06.05 [Mayo]

## 출신 학교
- 추계예술대학교 음악학과 학사